# 卡门·罗梅罗·洛佩斯
卡门·罗梅罗·洛佩斯（西班牙語：Carmen Romero López，1946年11月15日—），女，塞维利亚人，西班牙工人社会党党员。2009年至2014年担任欧洲议会议员。2014年，她因为健康问题离开政界。
她是西班牙前首相费利佩·冈萨雷斯的第一任妻子（1968年结婚，2008年离婚） 。